# Ministère du Trésor, du Budget et de la Planification économique
Le ministère du Trésor, du Budget et de la Planification économique était un département ministériel du gouvernement italien, en activité de 1998 à 2001.

## Histoire
Créé par le décret législatif 430/1997 par la fusion du ministère du Trésor et du ministère du Budget et de la Planification économique, le ministère est devenu opérationnel le 1er janvier 1998, sous le gouvernement Prodi I.

Cependant, depuis 1996, les deux ministères étaient dirigés par le même ministre, Carlo Azeglio Ciampi, qui a ensuite été confirmé à la tête du nouveau ministère.
Les fonctions des deux ministères précédents ont ainsi été transférées au ministère du Trésor, du budget et de la planification économique, dont les prérogatives ont été précisément réglementées. Elle était notamment chargée de :
- la politique économique, financière et budgétaire, à exercer également dans le respect des contraintes de convergence et de stabilité découlant de l'appartenance de l'Italie à l'Union européenne
- la programmation des investissements et des interventions publiques pour le développement économique territorial et sectoriel ;
- les politiques de cohésion, y compris les interventions visant à poursuivre les objectifs fixés au niveau de l'UE et l'utilisation des fonds correspondants.

Le ministère était également chargé de coordonner les dépenses publiques et de vérifier leur évolution, d'effectuer les contrôles prévus par la loi, ainsi que de fournir au gouvernement un soutien technique, cognitif et opérationnel pour la formulation des politiques générales et sectorielles, en ce qui concerne la conception et la définition des interventions en matière de finances publiques.
L'organisation interne du département est régie par le décret présidentiel 38/1998, qui est organisé en quatre départements :
- Département du Trésor ;
- Département de la comptabilité générale Bureau de l'État ;
- Département des politiques de développement et de cohésion ;
- Département de l'administration générale, services du personnel et de la trésorerie.

La réforme Bassanini de 1999 (décret législatif 300/1999) a prévu une nouvelle unification du ministère du budget et de la planification économique avec le ministère des Finances, donnant naissance au ministère de l'Économie et des Finances, opérationnel depuis juin 2001.

## Liste des ministres
- Liste des ministres italiens du Trésor, du Budget et de la Planification économique de la République italienne.

## Source
- (it) Cet article est partiellement ou en totalité issu de l’article de Wikipédia en italien intitulé « Ministero del tesoro, del bilancio e della programmazione economica » (voir la liste des auteurs).